# Barpianist
En barpianist är en pianist som spelar och ibland även sjunger i en barlokal, kafé, restaurang, krog eller dylikt. I Sverige var det tidigare mycket vanligt med barpianister och det fanns knappt några barer, kaféer eller restauranger som inte hade ett piano. Detta förändrades dock när Stim ändrade bestämmelserna för hur mycket rättigheterna skulle kosta för denna typ av underhållning i offentliga lokaler. Då blev det för dyrt för krögarna och barägarna att tillhandahålla levande barmusik och de gjorde sig av med sina pianon. Förändringen innebar en stor kulturell förlust för de svenska krogbesökarna och idag är en pianobar något mycket exklusivt som mestadels återfinns på lyxigare hotell och konferensanläggningar.

## Barpianister
- Povel Ramel
- Elton John
- Bobby McFerrin
- Napoleon XIV
- Inger Lindberg
- Nina Simone